# Arturo Peniche
Arturo Peniche Suárez (Città del Messico, 17 maggio 1962) è un attore messicano, noto soprattutto come interprete di telenovela.

## Filmografia

### Cinema
- El fiscal de hierro 2: La venganza de Ramona, regia di Damián Acosta Esparza (1990)
- Traficantes del vicio, regia di Roberto Marroquín (1990)
- Prisioneros de la selva, regia di Jesús Fragoso Montoya (1990)
- La mujer judicial, regia di Jesús Fragoso Montoya (1990)
- Amor y venganza, regia di Marina Stavenhagen (1991)
- El tigre de la frontera, regia di Ismael Rodríguez Jr. (1992)
- La asesinadita, regia di Luis Quintanilla Rico (1994)
- Trebol negro, regia di Ismael Rodríguez Jr. (1996)
- Pacas de a kilo, regia di Francisco Javier López (1997)
- Cabaret mortal, regia di Enrique Murillo (1998)
- Búsqueda implacable, regia di Eduardo Martínez (1998)
- Sendero mortal II, regia di Francisco Javier López (1999)
- El señor de los cerros, regia di Jesús Fragoso Montoya (1999)
- Secuestro crimen y castigo, regia di Jorge Ortín (2003)
- Narco cabrón... Federal mas chingón, regia di Eduardo Martínez (2004)
- Juan Apóstol, El Más Amado, regia di Conrado Martinez (2019)

### Televisione
- Marcellina (Chispita) – serial TV, 3 episodi (1982)
- Bianca Vidal – serial TV, 2 episodi (1982)
- Principessa – serie TV, 3 episodi (1984)
- La mia vita per te (Vivir un poco) – serie TV (1985)
- Un uomo da odiare (Monte Calvario) – serial TV, 150 episodi (1986)
- L'indomabile (La indomable) – serial TV, 105 episodi (1987)
- Amore in silenzio (Amor en silencio) – serial TV, 113 episodi (1988)
- Angélica, mi vida – serial TV, 75 episodi (1988-1989)
- María María – serial TV, 198 episodi (1990)
- Emperatriz – serial TV, 3 episodi (1990)
- Valeria e Massimiliano (Valeria y Maximiliano) – serial TV, 95 episodi (1991-1992)
- María Mercedes – serial TV, 82 episodi (1992-1993)
- Mujer, casos de la vida real – serie TV, 1 episodio (1993)
- Morelia – serial TV, 235 episodi (1995)
- María José – serial TV, 69 episodi (1995)
- Marisol – serial TV, 1 episodio (1996)
- El alma no tiene color – serial TV, 99 episodi (1997)
- Vivo por Elena – serial TV, 1 episodio (1998)
- La usurpadora – serial TV, 32 episodi (1998)
- Soñadoras – serial TV, 1 episodio (1998)
- ¿Qué nos pasa? – serial TV, 1 episodio (1998)
- Cuento de Navidad – miniserie TV (1999)
- Siempre te amaré – serial TV, 3 episodi (2000)
- Carita de ángel – serial TV, 1 episodio (2000)
- Mujeres engañadas – serial TV, 120 episodi (1999-2000)
- La intrusa – serial TV, 134 episodi (2001)
- Entre el amor y el odio – serial TV, 2 episodi (2001)
- La hora pico – serial TV, 1 episodio (2003)
- Corazones al límite – serial TV, 145 episodi (2004)
- Contra viento y marea – serial TV, 2 episodi (2005)
- Alborada – serial TV, 91 episodi (2005-2006)
- Heridas de amor – serial TV, 3 episodi (2006)
- Zorro: La Espada y La Rosa – serial TV, 122 episodi (2007)
- Amor sin maquillaje – serial TV, 1 episodio (2007)
- Victoria – serial TV, 171 episodi (2007-2008)
- En nombre del amor – serial TV, 161 episodi (2008-2009)
- Niña de mi corazón – serial TV, 87 episodi (2010)
- Cuando me enamoro – serial TV, 35 episodi (2010-2011)
- Qué bonito amor – serial TV, 154 episodi (2012-2013)
- La Tempestad – serial TV, 3 episodi (2013)
- Qué pobres tan ricos – serial TV, 167 episodi (2013-2014)
- La malquerida – serial TV, 55 episodi (2014)
- A que no me dejas – serial TV, 142 episodi (2015-2016)
- Mujeres de negro – serial TV, 51 episodi (2016)
- La rosa de Guadalupe – serial TV, 2 episodi (2017)
- El vuelo de la Victoria – serial TV, 23 episodi (2017)
- Tres Milagros – serial TV, 1 episodio (2018)
- Tenías que ser tú – serial TV, 87 episodi (2018)
- Silvia Pinal... frente a tí – miniserie TV (2019)
- La reina soy yo – serial TV, 19 episodi (2019)
- Preso No. 1 – serial TV, 28 episodi (2019)
- Cita a ciegas – serial TV, 70 episodi (2019)
- Fuego ardiente – serial TV, 85 episodi (2021)
- Amor dividido – serial TV, 107 episodi (2022)
- Mi secreto – serial TV, 50 episodi (2022)